# إجناسيو دي بينتيميا
إجناسيو دي بينتيميا إيه بياثيس (بالإسبانية: Ignacio de Veintemilla)‏ سياسي إكوادوري، وُلد في كيتو في 31 يوليو عام 1828. هو ابن كل من إجناسيو دي بينتيميا إسبينوسا، الذي عمل محاميًا وأمينًا عامًا لجامعة كيتو المركزية، وخوسيفا بياثيس. كان الثالث في الترتيب، حيث نشأ في عائلة متوسطة الحال، مكونة من سبعة أبناء. ورث دي بينتيميا الشخصية المغامرة بشكل كبير، حيث تميز هو مع بعض إخوته بحياتهم البوهيمية. وتُوفي في ليما في	19 يوليو 1908.